# Claus Michelsen
Claus Michelsen (* 1980) ist ein deutscher Ökonom und seit dem Jahr 2021 Chefvolkswirt beim Verband Forschender Arzneimittelhersteller. Zuvor war er Konjunkturchef des Deutschen Instituts für Wirtschaftsforschung (DIW Berlin). Bis 2013 forschte er am Leibniz-Institut für Wirtschaftsforschung Halle (IWH).

## Ausbildung
Claus Michelsen studierte Staatswissenschaften an der Universität Erfurt und Empirische Ökonomik und Politikberatung an der Martin-Luther-Universität Halle-Wittenberg. Im Jahr 2013 promovierte er an der Universität Halle-Wittenberg.

## Arbeitsschwerpunkte
Claus Michelsen ist Konjunkturexperte und forscht zu öffentlichen und privaten Investitionen. Er hat zahlreiche Beiträge zur Immobilien- und Wohnungsmarktentwicklung veröffentlicht. Als Konjunkturchef des DIW Berlin war er mitverantwortlich für die Erstellung der Gemeinschaftsdiagnose, den sogenannten Frühjahrs- und Herbstgutachten der führenden Wirtschaftsforschungsinstitute im Auftrag der Bundesregierung.

## Auszeichnungen
Seit dem Jahr 2016 wird Claus Michelsen im FAZ-Ranking zu den einflussreichsten Ökonomen Deutschlands gezählt. Im Jahr 2024 wurde er im Nachfolgeranking der NZZ ebenfalls in den Kreis der 100 einflussreichsten Ökonomen aufgenommen. Im Jahr 2019 wurde er vom Wirtschaftsmagazin Capital als Top 40 unter 40 in Wissenschaft und Gesellschaft ausgezeichnet.

## Schriften (Auswahl)
- mit Marius C. Claudy, Aidan O’Driscoll, Michael R. Mullen: Consumer Awareness in The Adoption of Microgeneration Technologies. An Empirical Investigation in The Republic of Ireland. In: Renewable and Sustainable Energy Reviews. Band 14, Nr. 7, 2010, S. 2154–2160, doi:10.1016/j.rser.2010.03.028.
- mit Marius C. Claudy, Aidan O’Driscoll: The Diffusion of Microgeneration Technologies – Assessing The Influence of Perceived Product Characteristics on Home Owners’ Willingness to Pay. In: Energy Policy. Band 39, Nr. 3, 2011, S. 1459–1469, doi:10.1016/j.enpol.2010.12.018.
- mit Konstantin A. Kholodilin, Andreas Mense: The Market Value of Energy Efficiency in Buildings and The Mode of Tenure. In: Urban Studies. Band 54, Nr. 14, 2017, S. 3218–3238, doi:10.1177/0042098016669464.